# František Jež
František Jež (Valašské Meziříčí, 16 dicembre 1970) è un ex saltatore con gli sci ceco.
Prima della dissoluzione della Cecoslovacchia (1992) gareggiò per la nazionale cecoslovacca.

## Biografia
In Coppa del Mondo esordì il 30 dicembre 1987 a Oberstdorf (25°), ottenne il primo podio il 1º gennaio 1990 a Garmisch-Partenkirchen (3°) e la prima vittoria il 6 gennaio successivo a Bischofshofen.
In carriera prese parte a due edizioni dei Giochi olimpici invernali, Albertville 1992 (23° nel trampolino normale, 13° nel trampolino lungo, 3° nella gara a squadre) e Nagano 1998 (24° nel trampolino normale, 24° nel trampolino lungo, 7° nella gara a squadre), a tre dei Campionati mondiali, vincendo una medaglia, e a tre dei Mondiali di volo (15° a Tauplitz 1996 il miglior piazzamento).

## Palmarès

### Olimpiadi
- 1 medaglia:
  - 1 bronzo (gara a squadre ad Albertville 1992)

### Mondiali
- 1 medaglia:
  - 1 argento (gara a squadre a Falun 1993)

### Mondiali juniores
- 1 medaglia:
  - 1 bronzo (gara a squadre a Saalfelden 1988)

### Coppa del Mondo
- Miglior piazzamento in classifica generale: 5º nel 1990
- 7 podi (tutti individuali):
  - 4 vittorie
  - 3 terzi posti

#### Coppa del Mondo - vittorie
| Data             | Località      | Nazione  | Trampolino              |
| ---------------- | ------------- | -------- | ----------------------- |
| 6 gennaio 1990   | Bischofshofen | Austria  | Paul Ausserleitner K111 |
| 7 febbraio 1990  | Sankt Moritz  | Svizzera | Olympiaschanze K94      |
| 9 febbraio 1990  | Gstaad        | Svizzera | Mattenschanze K88       |
| 18 febbraio 1990 | Val di Fiemme | Italia   | Giuseppe Dal Ben K120   |

#### Torneo dei quattro trampolini
- 2 podi di tappa[3]:
  - 1 vittoria
  - 1 terzo posto